# Hadronyche versuta
Espèce
Synonymes
- Atrax versuta Rainbow, 1914
- Aname bicolor Rainbow, 1914
- Pseudatrax moreaui Rainbow, 1914

Hadronyche versuta est une espèce d'araignées mygalomorphes de la famille des Atracidae.

## Distribution
Cette espèce est endémique de Nouvelle-Galles du Sud en Australie. Elle se rencontre des Blue Mountains à l'Illawarra.

## Description

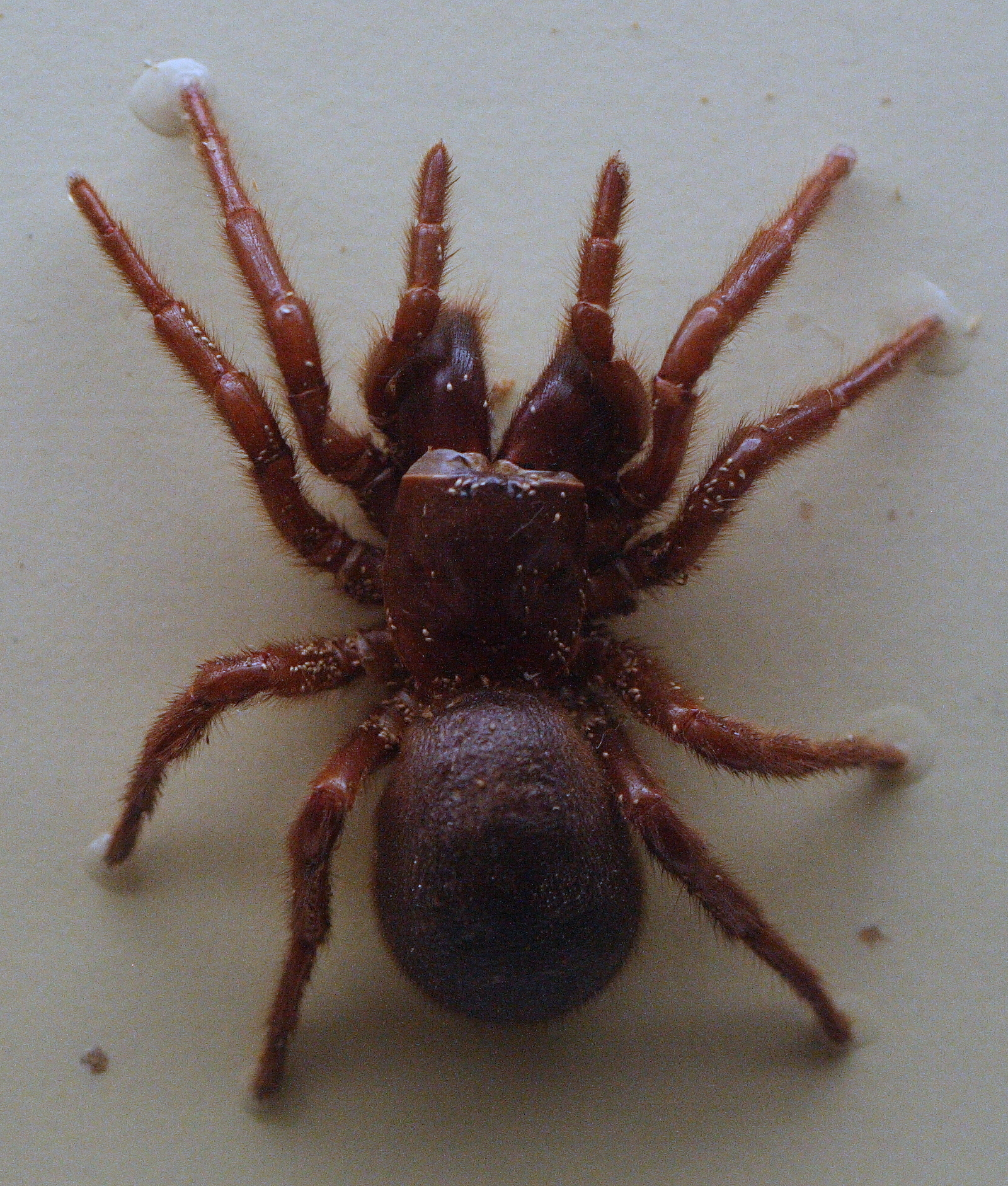
Hadronyche versuta ♀

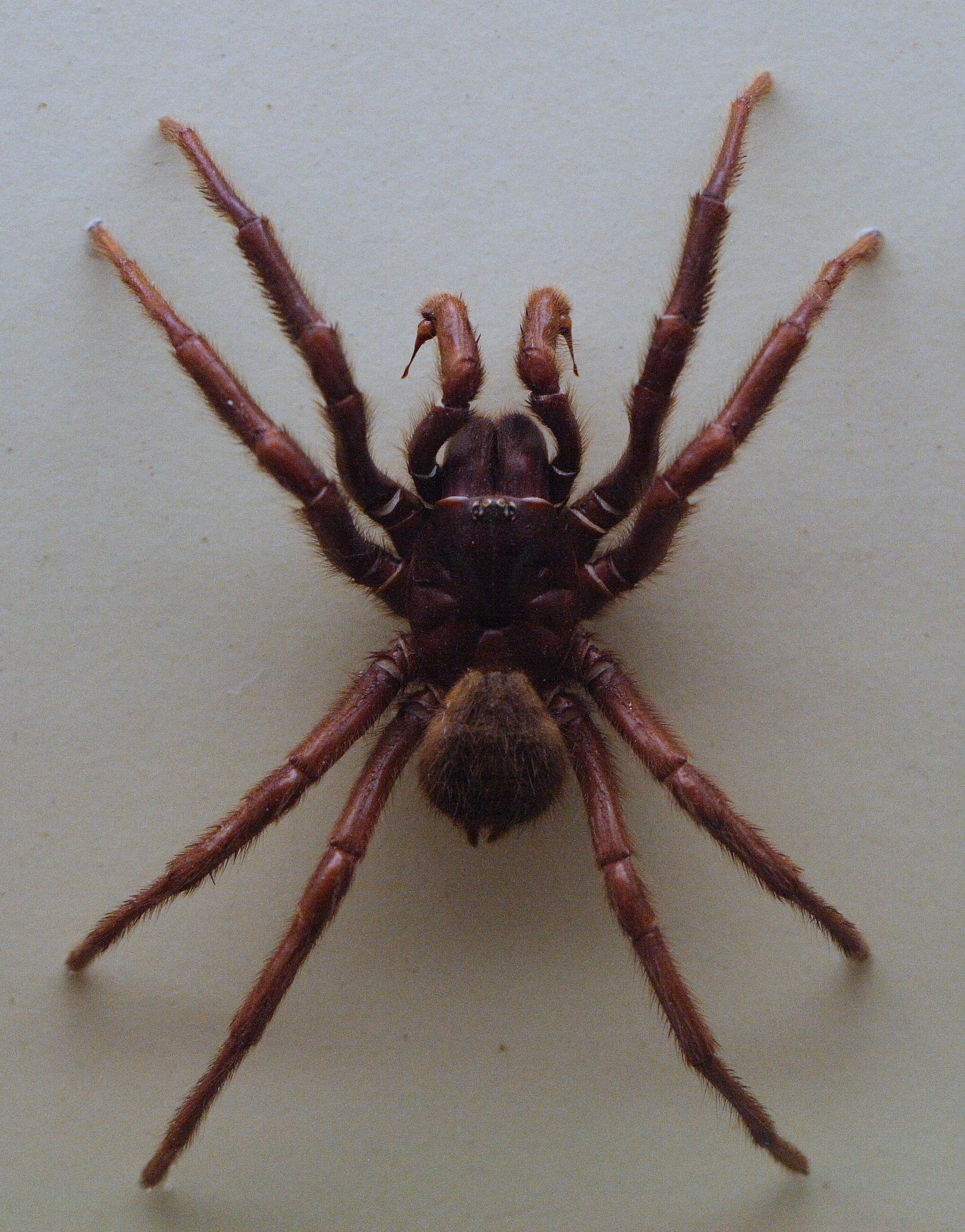
Hadronyche versuta ♂

La carapace du mâle décrit par Gray en 2010 mesure 9,51 mm de long sur 9,14 mm et l'abdomen 10,58 mm de long sur 6,97 mm et la carapace de la femelle mesure 11,18 mm de long sur 11,20 mm et l'abdomen 16,12 mm de long sur 12,72 mm.

## Publication originale
- Rainbow, 1914 : Studies in the Australian Araneidae. No. 6. The Terretelariae. Records of the Australian Museum, vol. 10, p. 187-270 (texte intégral).